# L'Étrange Rendez-vous (film)
Pour les articles homonymes, voir L'Étrange Rendez-vous.
Pour plus de détails, voir Fiche technique et Distribution.
L'Étrange Rendez-vous (titre original : Corridor of Mirrors) est un film britannique réalisé par Terence Young, sorti en 1948.

## Fiche technique
- Titre français : L'Étrange Rendez-vous
- Titre original : Corridor of Mirrors
- Réalisation : Terence Young
- Scénario : Rudolph Cartier et Edana Romney d'après le livre de Christopher Massie
- Photographie : André Thomas
- Musique : Georges Auric
- Pays d'origine : Royaume-Uni
- Format : Noir et blanc - 1,37:1 - Mono
- Genre : Film dramatique
- Dates de sortie : 
  -  Royaume-Uni : 10 mars 1948 (Londres) / 12 avril 1948 (sortie nationale)
  -  États-Unis : 24 juillet 1948

## Distribution
- Eric Portman  (VF : Jean Marchat) : Paul Mangin
- Edana Romney (VF : Claire Guibert )  : Mifanwy Conway/Patricia
- Barbara Mullen (VF : Colette Broïdo)  : Veronica
- Hugh Latimer : Bing
- Christopher Lee : Charles
- Lois Maxwell : Lois
- Joan Maude  (VF : Paula Dehelly) :Caroline Hart